# Юнас Юнасон
Юнас Юнасон (на шведски: Pär-Ola Jonas Jonasson), с рождено име Пер Ола Юнасон (на шведски: Per Ola Jonasson) е шведски журналист и писател, познат добре в международен план като автор на романа бестселър „Стогодишният старец, който скочи през прозореца и изчезна“.

## Биография
Роден е на 6 юли 1961 г. във Векшьо, Швеция в семейството на шофьор на линейка и медицинска сестра. Учи шведски и испански в университета в Гьотеборг. Работи като журналист в местен вестник и във вечерния шведски таблоид „Експрес“. През 1996 г. основава медийната компания OTW, която съществува до 2003 г.
През 2007 година завършва първата си книга „Стогодишният старец, който скочи през прозореца и изчезна“, която е публикувана в Швеция през 2009 г. Романът е преведен на 35 езика и е с тираж 4,5 милиона екземпляра. През 2013 г. по романа е сниман едноименният шведски филм на режисьора Феликс Хернгрен. От 2010 г. живее със сина си на остров Готланд.

## Творчество
На български език са издадени:
- „Стогодишният старец, който скочи през прозореца и изчезна“, 2013 г. ISBN 978-619-150-223-3
- „Неграмотното момиче, което можеше да смята“, 2015 г. ISBN 978-619-150-486-2
- „Убиеца Андерш и неговите приятели“, 2016 г. ISBN 978-619-150-832-7
- „Сто и една годишният старец, който твърде много размишляваше“, 2019 г., ISBN 978-619-020-391-9
- „Сладко отмъщение АД“, 2021 г., ISBN 978-619-020-870-9
- „Пророчицата и идиотът“, 2022 г., ISBN 978-619-02-1086-3